# معركة جسر ستيرلينغ
مَعْرَكة جِسْر ستِيرليِنغ ، دَارَتْ رَحَاها يَومْ 11 سبتمبر 1297 بالقرب من ستيرلينغ، إسكتلندا. واحدة من المعارك الرئيسية في حرب الاستقلال الاسكتلندية الأولى، بَينَ الإنجليز بقيادة جون دي وارين، وإيرل ساري السادس والاسكتلنديين بقيادة ويليام والاس وأندرو موراي، أنتهت المَعركة بنَصر أسكُتلندي. بَعدَ المَعْرَكة تمَ تعيين والاس وَصياً على مملكة اسكتلندا وقائداً لجيشها.

## خلفية
في عام 1296، هزم جون دي وارين، إيرل ساري السادس، جون كومين، إيرل بوشان في معركة دنبار، واستسلم الملك جون باليول للملك إدوارد الأول ملك إنجلترا في بريشين في 10 يوليو، وتم إجبار ملاك الأراضي الاسكتلنديين على الاعتراف بسيادة إدوارد الأول. في عام 1297، بدأ أندرو موراي ثورة في شمال اسكتلندا وبحلول أواخر الصيف، سيطر على عدة مقاطعات شمالية. انضم ويليام والاس إلى موراي في سبتمبر بالقرب من دندي، وساروا إلى ستيرلينغ. على حد تعبير المؤرخ ستيوارت ريد، كانت ستيرلينغ «تُعتبر تقليديًا مفتاح اسكتلندا». في هذه الأثناء، انضم أيرل ساري السادس إلى كريسينغهام في يوليو ووصل كلاهما إلى ستيرلينغ بحلول 9 سبتمبر 1297. بحلول ذلك الوقت، كان موراي ووالاس قد احتلوا آبي كريج بالفعل.

## المعركة

### العبور
كان أيرل ساري قلقًا بشأن عدد الأسكتلنديين الذين واجههم، كونهم مفصولين بجسر طويل وجسر خشبي ضيق، فوق نهر فورث بالقرب من قلعة ستيرلينغ. بعد أن قرر أنه سيكون في وضع غير مؤات من الناحية التكتيكية إذا حاول أخذ قوته الرئيسية عبر النَهر، أخر العبور لعدة أيام للسماح بالمفاوضات واستكشاف المنطقة. في 11 سبتمبر، أرسل أيرل ساري جيمس ستيوارت، ثم راهبان دومينيكانيان كمبعوثين إلى الاسكتلنديين. وفقًا للمؤرخ والتر من غيسبورو، رد والاس بقول: «لسنا هُنا لِصُنع السَلام ولكن لخوض مَعركة للدفاع عن أنفُسنا وتَحرير مَملكتنا. دعهم يأتون وسنثبت ذلك بِلحاهُم.» 
سيطر الأسكتلنديون المُعًسكرون في آبي كريج، على الأرض المسطحة شمال النهر، بَينما خيمت القوة الإنجليزية المكونة من خَيالة الإنجليز والويلزيين والاسكتلنديين ورماة السهام وجنود المشاة جنوب النهر. عرض السير ريتشارد لوندي،  فارس اسكتلندي انضم إلى الإنجليز بعد استسلام إيرفين، للالتفاف على العدو من خلال قيادة قوة من سلاح الخَيالة فوق مخاضة على بعد ميلين من المنبع، حيث يمكن لستين خَيال العبور في نفس الوقت. هيو دي كريسينغهام، أمين صندوق الملك إدوارد في اسكتلندا، أقنع الإيرل برفض تلك النصيحة وأمر بشن هجوم مباشر عبر الجسر.
كان الجسر الصغير عريضًا بما يكفي للسماح فقط لخَيالان بالعبور جنبًا إلى جنب، ولكنه كان يوفر أكثر الطرق أمانًا لعبور النهر، حيث اتسعت منطقة نهر الفورث إلى الشرق وامتدت مستنقع فلاندرز موس إلى الغرب. انتظر الاسكتلنديون بينما بدأ الخَيالة والمشاة الإنجليز، بقيادة كريسينغهام، مع السير مارمادوك دي ثوينج والسير ريتشارد فالديجريف، في إحراز تقدم بطيء عبر الجسر في صباح يوم 11 سبتمبر. كان من الممكن أن يستغرق الجيش الإنجليزي بأكمله عدة ساعات للعبور.

### الهجوم
انتظر والاس وموراي، وفقًا لـ تاريخ همنجبرج، حتى «عبَرَ أكثرعدد من الأعداء كما اعتقدوا أنهم قادرون على التغلب عليه». عندما عبر عدد كبير من القوات (ربما حوالي 2000)  صدر الأمر بالهجوم. نزل رجال الرماح الاسكتلنديين من أرض مرتفعة في تقدم سريع وصدوا هجومًا من قبل سلاح الخَيالة الثقيل الإنجليزي ثم شنوا هجومًا مضادًا على المشاة الإنجليز، سيطروا على الجانب الشرقي من الجسر وقطعوا فرصة عبور التعزيزات الإنجليزية، تم القبض عليهم على الأرض المنخفضة في حلقة النهر مع عدم وجود فرصة للراحة أو التراجع، وربما قُتل معظم الإنجليز الذين فاق عددهم على الجانب الشرقي. ربما نجا بضع مئات بالسباحة عبر النهر. تمكن مارمادوك ثوينج من شق طريقه عبر الجسر مع بعض رجاله.
أيرل ساري، الذي بَقي مع مجموعة صغيرة من الرماة جنوب النهر كان لا يزال في وضع قوي، بقي الجزء الأكبر من جيشه على حاله وكان بإمكانه الحفاظ على خط الرابع، ومنع الأسكتلنديين من المرور إلى الجنوب، لكن ثقته تلاشت بعد هروب السير مارمادوك ثوينج، أمر أيرل ساري بتدمير الجسر، وتراجع نحو بيرويك، تاركًا الحامية في قلعة ستيرلنغ معزولة وترك الأراضي المنخفضة للمتمردين. انسحب جيمس ستيوارت، كبير مضيفي اسكتلندا، ومالكولم، إيرل لينوكس، الذين كانت قواتهم جزءًا من جيش أيرل ساري، يراقبون المذبحة في شمال الجسر. بعد ذلك، هاجم جيمس ستيوارت وأمراء اسكتلنديون آخرون قطار الإمداد الإنجليزي في المستنقعات الشمالية المشجرة، مما أسفر عن مقتل العديد من الجنود الفارين.

### الموقعة

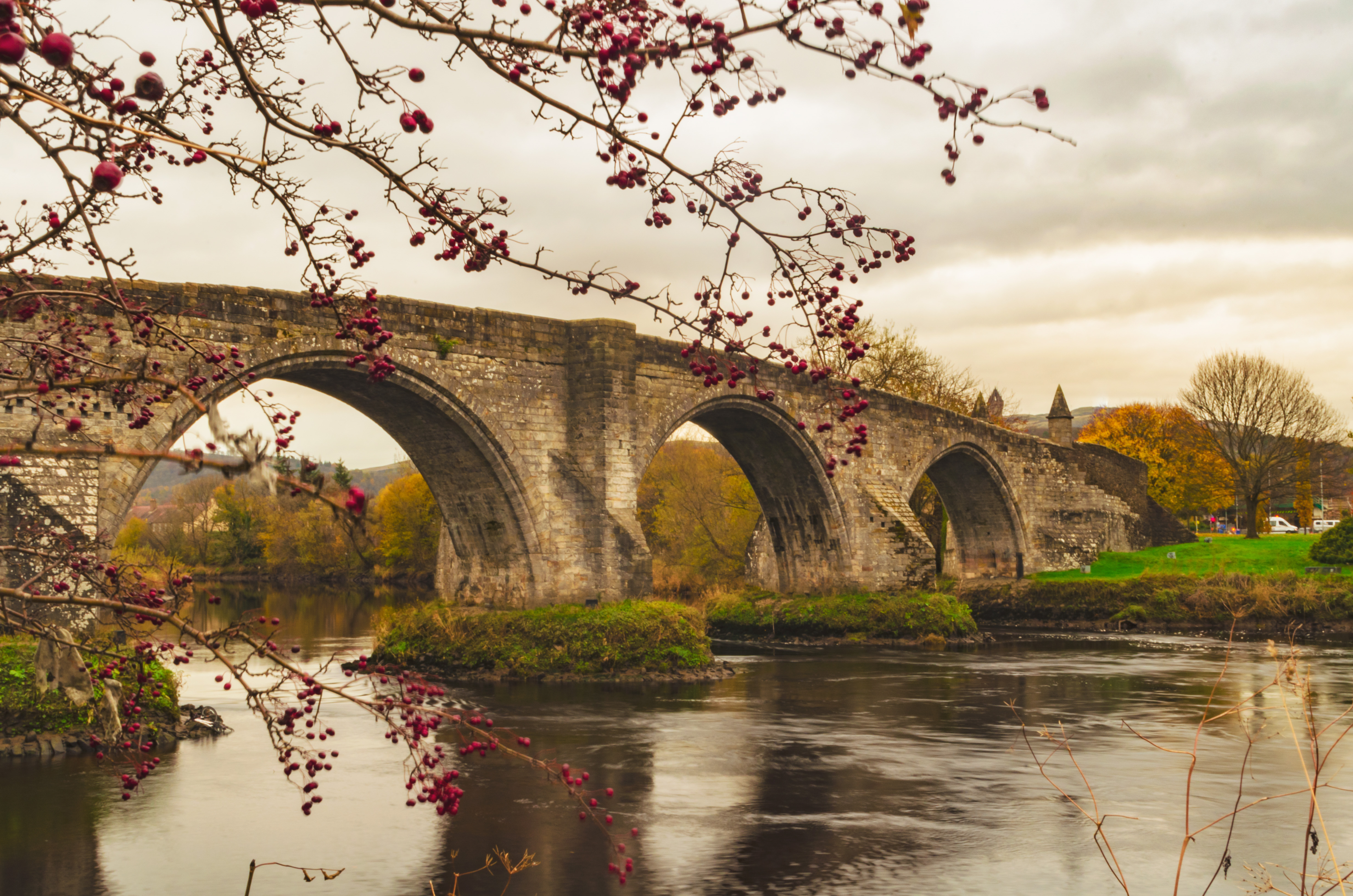
جِسْر ستِيرليِنغ الَيوم.

يُعتقد أن جسر ستيرلنغ في ذلك الوقت كان على بعد حوالي 180 ياردة من الجسر الحجري الذي يعود إلى القرن الخامس عشر والذي يعبر النهر الآن. تم العثور على أربعة أرصفة حجرية تحت الماء شمالًا وبزاوية إلى الجسر الموجود من القرن الخامس عشر، جنبًا إلى جنب مع أعمال حجرية من صنع الإنسان على ضفة واحدة تمشيا مع أرصفة. كان موقع القتال على جانبي الجسر الترابي المؤدي من دير كريج، الذي يقع فوقه نصب والاس التذكاري الآن، إلى الطرف الشمالي للجسر.  تم جرد ساحة المعركة وحمايتها بواسطة اسكتلندا بموجب سياسة البيئة التاريخية الاسكتلندية لعام 2009.

## ما بعد الواقعة

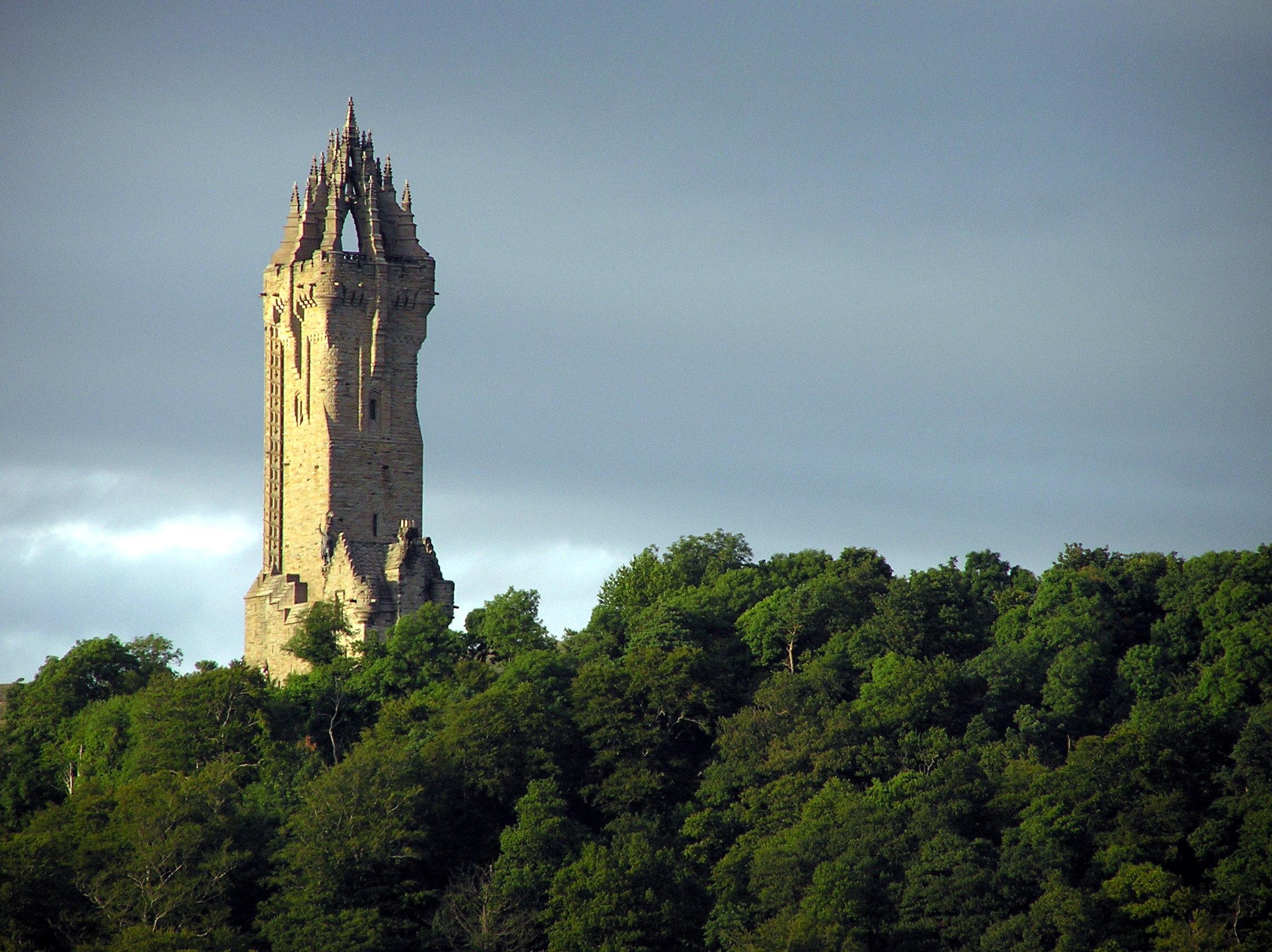
نصب والاس، يطل على ستيرلينغ أرض المَعركة. ذكرى السير ويليام والاس.

غادر إيرل ساري السادس تاركاً ويليام دي وارين والسير مارمادوك دي ثوينج مسؤولاً عن قلعة ستيرلنغ، حيث تخلى عن جيشه وهرب باتجاه بيرويك. 
سجل المؤرخ الإنجليزي المعاصر والتر من غيسبورو الخسائر الإنجليزية في المعركة حيث قًتل 100 من سلاح الخَيالة و 5000 من المشاة. لم يتم تسجيل الضحايا الاسكتلنديين في المعركة، باستثناء أندرو موراي، الذي أصيب بجروح قاتلة خلال المعركة، ومات بحلول نوفمبر. 
يسجل المؤرخ لانركوست كرونيكل أن والاس كان لديه شريط عريض من جلد كريسينغهام، «... مأخوذ من الرأس إلى الكعب، ليصنعَ بها حزاماً لِسَيفه.» 
شرع الأسكتلنديون في مداهمة الجنوب حتى دورهام، إنجلترا. تم تعيين والاس «حارس مملكة اسكتلندا وقائد جيشها». ومع ذلك، كان إدوارد يخطط بالفعل لغزو آخر لاسكتلندا، والذي من شأنه أدى إلى معركة فالكيرك.

## المَراجع
1. ↑  Grant، James (1873). British Battles On Land and Sea. Cassell Petter & Galpin. ص. 31.
2. 1 2 3  BBC History Magazine July 2014, pp. 24–25
3. 1 2  Cowan, Edward J., The Wallace Book, 2007, John Donald, (ردمك 0-85976-652-7، وردمك 978-0-85976-652-4), p. 69
4. 1 2 3 4  Reid، Stuart (2004). Battles of the Scottish Lowlands. Barnsley: Pen & Sword Books Limited. ص. 13–19. ISBN:9781844150786.
5. ↑  "The Battle of Stirling Bridge, 1297", Scotland's History, BBC نسخة محفوظة 2021-09-11 على موقع واي باك مشين.
6. ↑  lundie.org نسخة محفوظة 2016-10-14 على موقع واي باك مشين.
7. ↑  ""The Battle of Stirling Bridge", Foghlam Alba". مؤرشف من الأصل في 2015-07-16. اطلع عليه بتاريخ 2015-07-16.
8. ↑  Reid, Stuart. Battles of the Scottish Lowlands, Battlefield Britain. Barnsley: Pen & Sword, 2004
9. ↑  "Battle of Stirling Bridge", UK Battlefields Resource Centre نسخة محفوظة 2021-10-08 على موقع واي باك مشين.
10. ↑  ""The Wars – Stirling Bridge", Stirling Council". مؤرشف من الأصل في 2015-07-16. اطلع عليه بتاريخ 2015-07-16.
11. ↑  Page, R. (1992). "Ancient Bridge, Stirling (Stirling parish)" (PDF). Discovery and Excavation in Scotland: 17. مؤرشف من الأصل (PDF) في 2021-06-30.
12. ↑  Page, R. & Main, L. (1997). "Stirling Ancient Bridge (Stirling; Logie parishes)" (PDF). Discovery and Excavation in Scotland: 80–81. مؤرشف من الأصل (PDF) في 2012-09-11.
13. ↑  قالب:Historic Environment Scotland
14. ↑  "Inventory battlefields". Historic Scotland. مؤرشف من الأصل في 2012-10-16. اطلع عليه بتاريخ 2012-04-12.
15. ↑  Maxwell، Herbert. "The Chronicle of Lanercost". Internet Archive. James Maclehose and Sons. ص. 164. اطلع عليه بتاريخ 2020-06-26.
16. ↑  Brown، Michael (2004). The Wars of Scotland, 1214–1371, Volume 4 in The New Edinburgh History of Scotland. Edinburgh: Edinburgh University Press Ltd. ص. 184–188. ISBN:9780748612383.
17. ↑  Brown، Chris (2008). Scottish Battlefields, 500 Battles That Shaped Scottish History. Stroud: Tempus Publishing. ص. 126–128, 270–273. ISBN:9780752436852.